# Hospital Central de Karlstad
O Hospital Central de Karlstad (em sueco: Centralsjukhuset i Karlstad) se localiza na cidade de Karlstad, na Suécia. Serve como "hospital regional" ao condado de Värmland, e como "hospital de proximidade" as comunas de Karlstad, Hammarö, Kil e Forshaga.
Dispõe de 500 lugares de tratamento, servidos por 3 800 funcionários, dos quais 500 médicos, 1 300 enfermeiros, 80 fisioterapeutas, 750 auxiliares de enfermagem, 750 assistentes de laboratório, 225 administradores e 350 empregados auxiliares. Conta com tratamentos especializados para os olhos, pele, ginecologia, rins, cirurgias, oncologia, etc. Recebe anualmente 350 000 pessoas e executa 2 700 partos. Ocupa uma área correspondente a 26 campos de futebol.